# 千本通
千本通（日语：／ senbon dōri */?）是日本京都市主要的南北向道路之一。二條通以南的路段相當於舊時平安京的朱雀大路。

## 現狀
北側從北區鷹峯，南至伏見區納所町的舊京阪國道納所交差點。
七條～八條間因為梅小路公園、梅小路蒸氣機關車館而中斷。西側有新千本通，所以，五條通～久世橋通間稱作舊千本通。九條通以南是以前的鳥羽街道。

## 沿線主要設施
- 佛教大學
- 船岡山
- 上品蓮台寺
- 引接寺（千本閻魔堂）
- 石像寺（釘抜地藏）
- 大報恩寺（千本釋迦堂）
- 大極殿跡
- 京都市營地下鐵東西線 - 二條車站

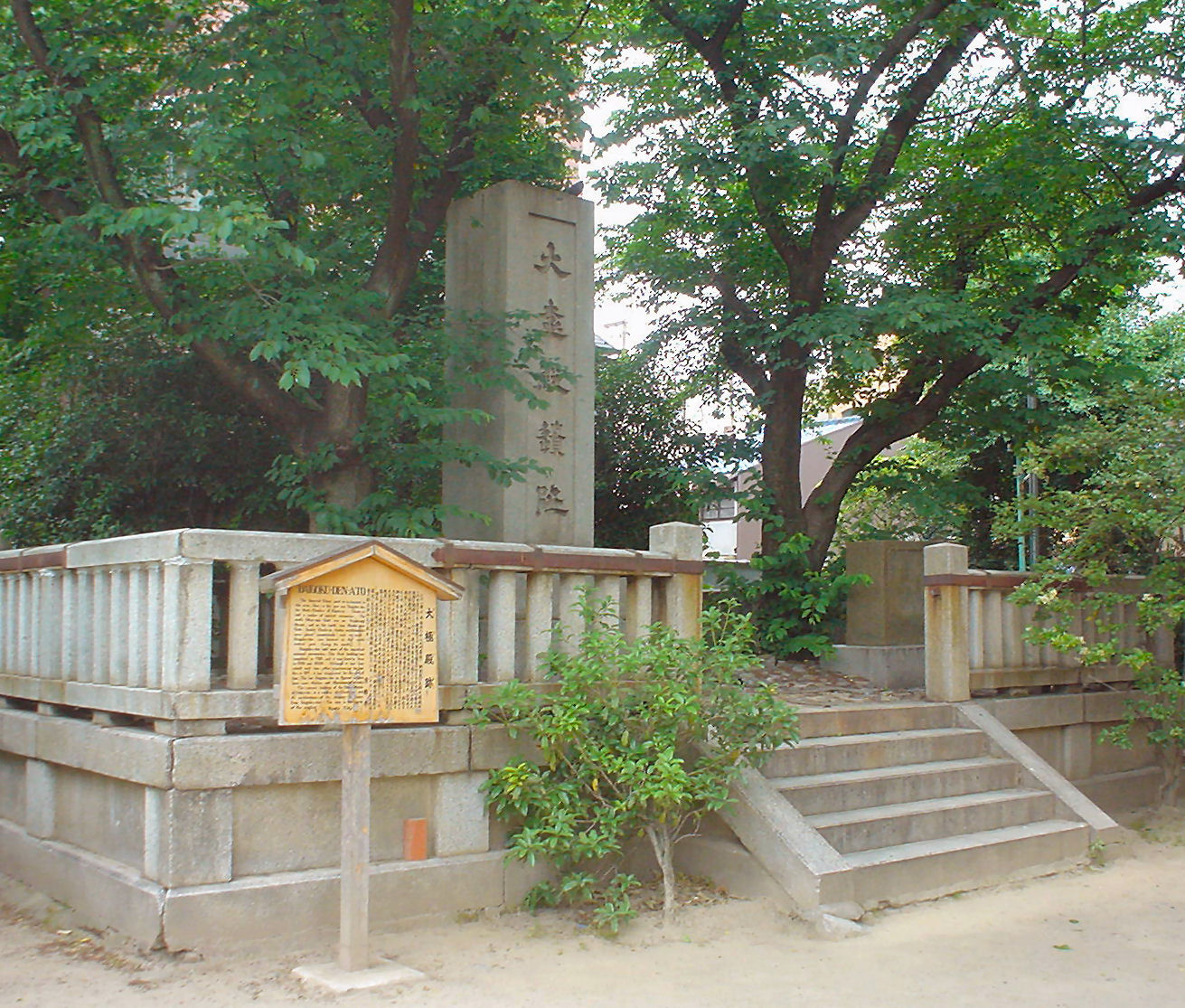
大極殿跡

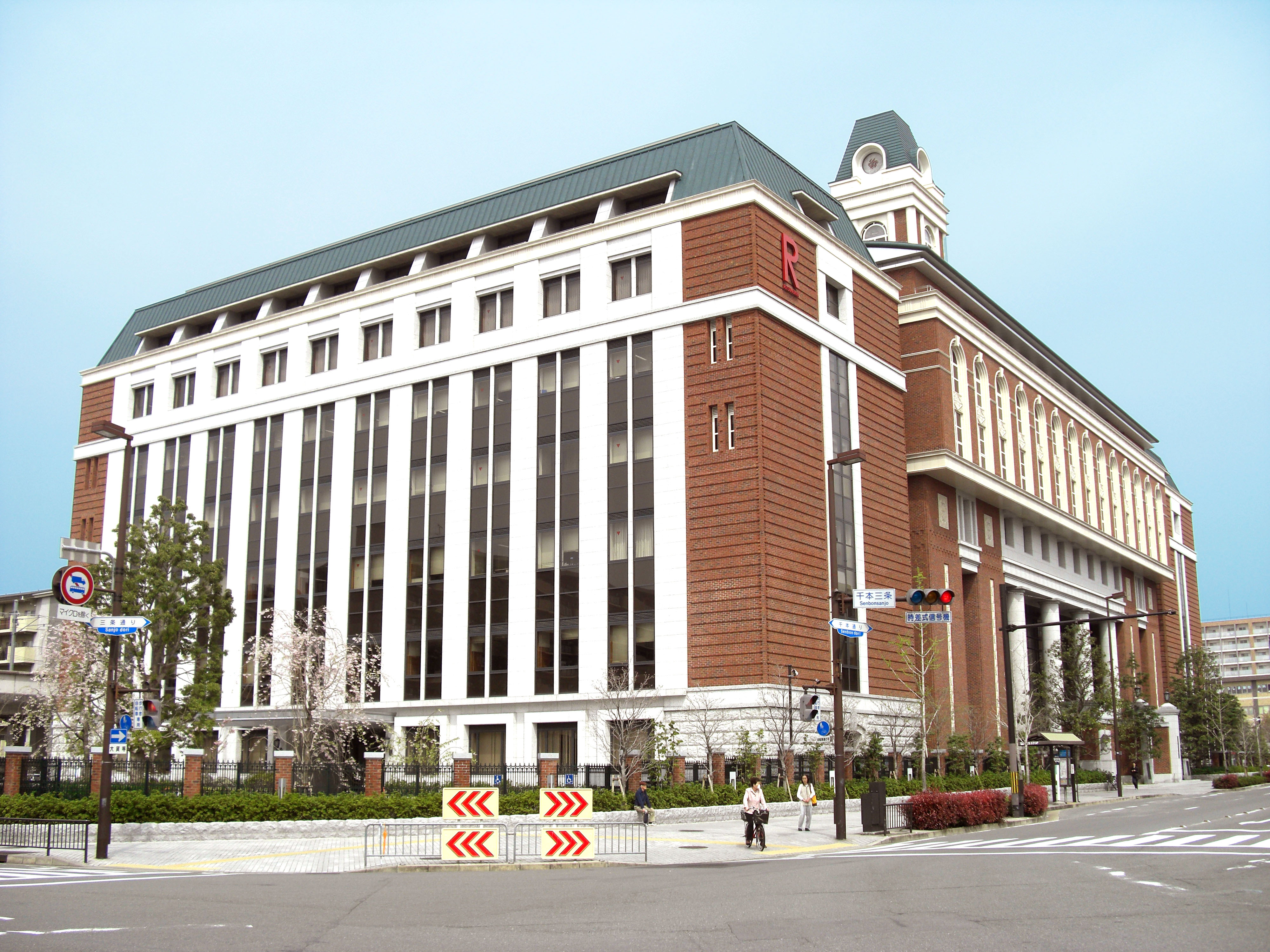
立命館朱雀校區

- 山陰本線（嵯峨野線） - 二條車站 - 丹波口車站
- 立命館朱雀校區
- 京都市中央卸賣市場第一市場
- 島原
- 角屋
- 公共職業安定所分室
- 梅小路公園、梅小路蒸氣機關車館
- 羅城門跡
- 京都府立鳥羽高等學校
- 鳥羽離宮跡

## 交差道路等
- 僅作為主要道路的三條以北。

| 交差道路等 西←<千本通>→東                         | 交差道路等 西←<千本通>→東               | 交差場所   | 交差場所     | 路線番號  |                  |
| ------------------------------------------------- | --------------------------------------- | ---------- | ------------ | --------- | ---------------- |
| 府道31號西陣杉坂線                                |                                         | 北區       | 鷹峯         |           | 北↑ ∧千本通∨ ↓南 |
| 府道31號西陣杉坂線                                | 府道31號                                | 北區       | 鷹峯         |           | 北↑ ∧千本通∨ ↓南 |
| -                                                 | ［北山通> ［今宮通>                     | 北區       |              |           | 北↑ ∧千本通∨ ↓南 |
| 市道181號京都環狀線 <北大路通>                    | 市道181號京都環狀線 <北大路通>          | 北區       | 千本北大路   |           | 北↑ ∧千本通∨ ↓南 |
| <鞍馬口通>                                        | <鞍馬口通>                              | 北區       | 千本鞍馬口   |           | 北↑ ∧千本通∨ ↓南 |
| <鞍馬口通>                                        | <鞍馬口通>                              | 上京區     | 千本鞍馬口   |           | 北↑ ∧千本通∨ ↓南 |
| <寺之內通>                                        | <寺之內通>                              | 千本寺之內 |              |           | 北↑ ∧千本通∨ ↓南 |
| 府道101號銀閣寺宇多野線 <今出川通>                | 府道101號銀閣寺宇多野線 <今出川通>      | 千本今出川 |              |           | 北↑ ∧千本通∨ ↓南 |
| 府道101號銀閣寺宇多野線 <今出川通>                | 府道101號銀閣寺宇多野線 <今出川通>      | 千本今出川 | -            |           | 北↑ ∧千本通∨ ↓南 |
| <中立賣通>                                        | <中立賣通>                              | 千本中立賣 |              |           | 北↑ ∧千本通∨ ↓南 |
| <出水通>                                          | <出水通>                                | 千本出水   |              |           | 北↑ ∧千本通∨ ↓南 |
| 市道187號鹿谷嵐山線 <丸太町通>                    | 市道187號鹿谷嵐山線 <丸太町通>          | 千本丸太町 |              |           | 北↑ ∧千本通∨ ↓南 |
| 市道187號鹿谷嵐山線 <丸太町通>                    | 市道187號鹿谷嵐山線 <丸太町通>          | 千本丸太町 | 府道111號    |           | 北↑ ∧千本通∨ ↓南 |
| <御池通>                                          | 府道37號二條停車場東山三條線 [押小路通> | 中京區     |              |           | 北↑ ∧千本通∨ ↓南 |
| <御池通>                                          | 府道37號二條停車場東山三條線 [押小路通> | 中京區     | 府道37號     |           | 北↑ ∧千本通∨ ↓南 |
| （二條車站前圓環）                                | <御池通>                                | 中京區     | 二條車站東口 |           | 北↑ ∧千本通∨ ↓南 |
| （二條車站前圓環）                                | <御池通>                                | 中京區     | 二條車站東口 | 府道112號 | 北↑ ∧千本通∨ ↓南 |
| 府道112號二條停車場嵐山線 <三條通> 西大路三條方面 | <三條通> [後院通>                       | 中京區     | 千本三條     |           | 北↑ ∧千本通∨ ↓南 |
| 府道112號二條停車場嵐山線 <三條通> 西大路三條方面 | <三條通> [後院通>                       | 中京區     | 千本三條     |           | 北↑ ∧千本通∨ ↓南 |

## 脚注
1. ↑  千宗室・森谷尅久監修　『京都の大路小路』、小学館、1994年。

## 關連項目
- 後院通
- 朱雀大路
- 鳥羽街道

| 京都市内的南北向道路             | 京都市内的南北向道路        | 京都市内的南北向道路                                          |
| -------------------------------- | --------------------------- | ------------------------------------------------------------- |
| 西側相鄰道路： 六軒町通 新千本通 | 北至： 鷹峯                 | 東側相鄰道路： 紫竹西通・淨福寺通・土屋町通・坊城通・京阪國道 |
| 西側相鄰道路： 六軒町通 新千本通 | 千本通                      | 東側相鄰道路： 紫竹西通・淨福寺通・土屋町通・坊城通・京阪國道 |
| 西側相鄰道路： 六軒町通 新千本通 | 南至： 舊京阪國道納所交差點 | 東側相鄰道路： 紫竹西通・淨福寺通・土屋町通・坊城通・京阪國道 |